# Adolf Greverade

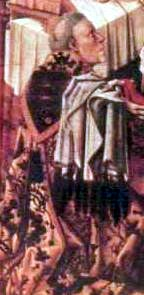
Mögliches Porträt Adolf Greverades, Detail aus Bernt Notkes Gregorsmesse

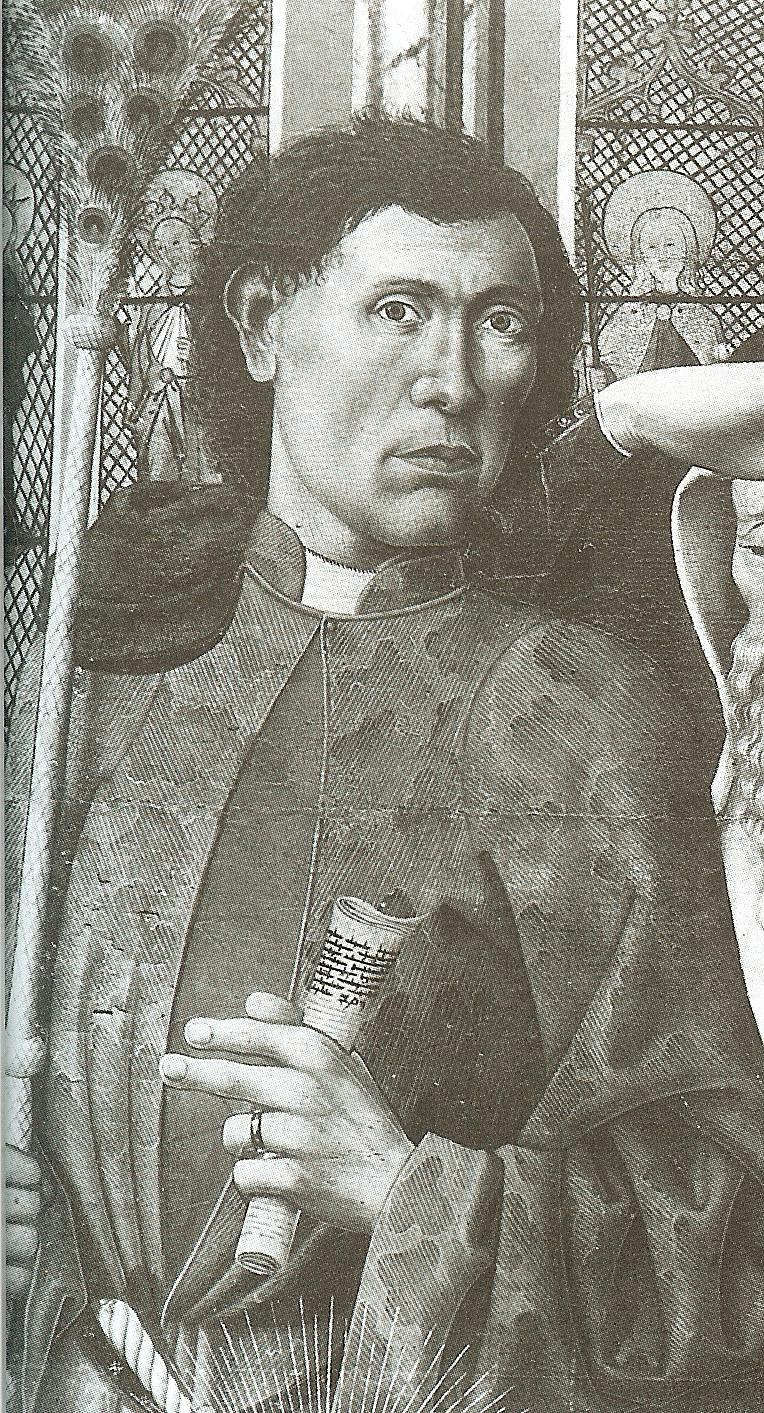
Mögliches Porträt von Heinrich Greverade, Adolfs Neffen und Testamentsvollstrecker, Detail aus der Gregorsmesse

Adolf Greverade, auch: Odolfus, Alf, Greverode (* um 1452 in Lübeck; † Januar 1501 in Löwen) war zunächst Kaufmann, dann Geistlicher, Humanist und Stifter.

## Leben
Greverade stammte aus einer Familie Lübecker Kaufleute und Ratsherren, deren Vorfahr vermutlich aus Greverath zugewandert war. Er war der Sohn des Heinrich Greverade († 1468/9); auch sein Bruder († 1500) und ein Onkel, als dessen Nachlassverwalter Adolf fungierte, hießen so. Am 19. September 1477 wurden die seit dem Tod ihres Vaters unter der Vormundschaft ihres Onkels Heinrich und des späteren Ratsherrn Hermann Claholt stehenden Brüder Adolf und Heinrich vom Lübecker Rat für volljährig erklärt; zu diesem Zeitpunkt mussten sie nach dem Lübecker Recht daher 25 Jahre alt sein. Die Familie gilt als typisch für den sozialen Aufstieg Zugewanderter im Lübeck des 15. Jahrhunderts; sie bildete den Kern der nach ihr benannten Greveradenkompanie, einer Gilde von Kaufleuten, die von der Forschung als Sammelbecken für vielversprechende und aufstiegsverdächtige Großkaufleute charakterisiert wird.
1484 wurde Adolf als Nachlassverwalter seines gleichnamigen Onkels, des Ratsherrn Alf Greverade († 1481), aktenkundig. Zusammen mit seinem Bruder war er zu diesem Zeitpunkt und wohl noch bis 1494 Inhaber einer Wechselbank und im Handel nach Westen, insbesondere nach Brügge, tätig. Dann jedoch entschied er sich für eine geistliche Laufbahn und immatrikulierte sich am 4. September 1495 an der Universität Löwen. 1497 erhielt er nach einer Nominierung durch Papst Alexander VI. ein Kanonikat am Lübecker Dom. Im selben Jahr kamen seine Neffen Heinrich (der Jüngere) und Ludolf, die Söhne seines Bruders Heinrich, als Studenten zu ihm nach Löwen.
Adolf Greverade war der Adressat eines Briefes von Erasmus von Rotterdam vom 18. Dezember 1497 oder 1498. In dem Brief rühmte Erasmus, der Adolf Greverade nicht persönlich kannte, aber durch den bei ihm wohnenden Lübecker Studenten Heinrich Northoff von ihm gehört hatte, Adolf wegen seiner besonderen Nähe zum Kirchenvater Hieronymus und lud ihn zur Mitarbeit an einer Ausgabe der Werke des Hieronymus ein.

## Stiftungen
Zu Lebzeiten und durch sein Testament sorgte Adolf Greverade für Stiftungen in zwei Lübecker Kirchen und deren Ausstattung mit Kunstwerken von europäischem Rang. Schon sein Vater war 1462 einer der Stifter der Marientiden-/Sängerkapelle in der Marienkirche gewesen. Doch mit der Generation von Adolf und seinem Bruder Heinrich sind einige der spektakulärsten frommen Stiftungen an die Kirchen der Hansestadt verbunden.

### Vikarie und Altar in St. Marien
Die Kapelle unter dem Norderturm der Marienkirche wurde am 3. März 1493 dem Heiligen Kreuz, der Jungfrau Maria, dem Evangelisten Johannes und dem Heiligen Hieronymus geweiht. Am 23. Februar 1494 stifteten Adolf und sein Bruder Heinrich eine Vikarie an dem in der Nordostecke der Kapelle errichteten Altar. Der Altar erhielt im selben Jahr als Retabel ein von Hermen Rode gemaltes Diptychon.

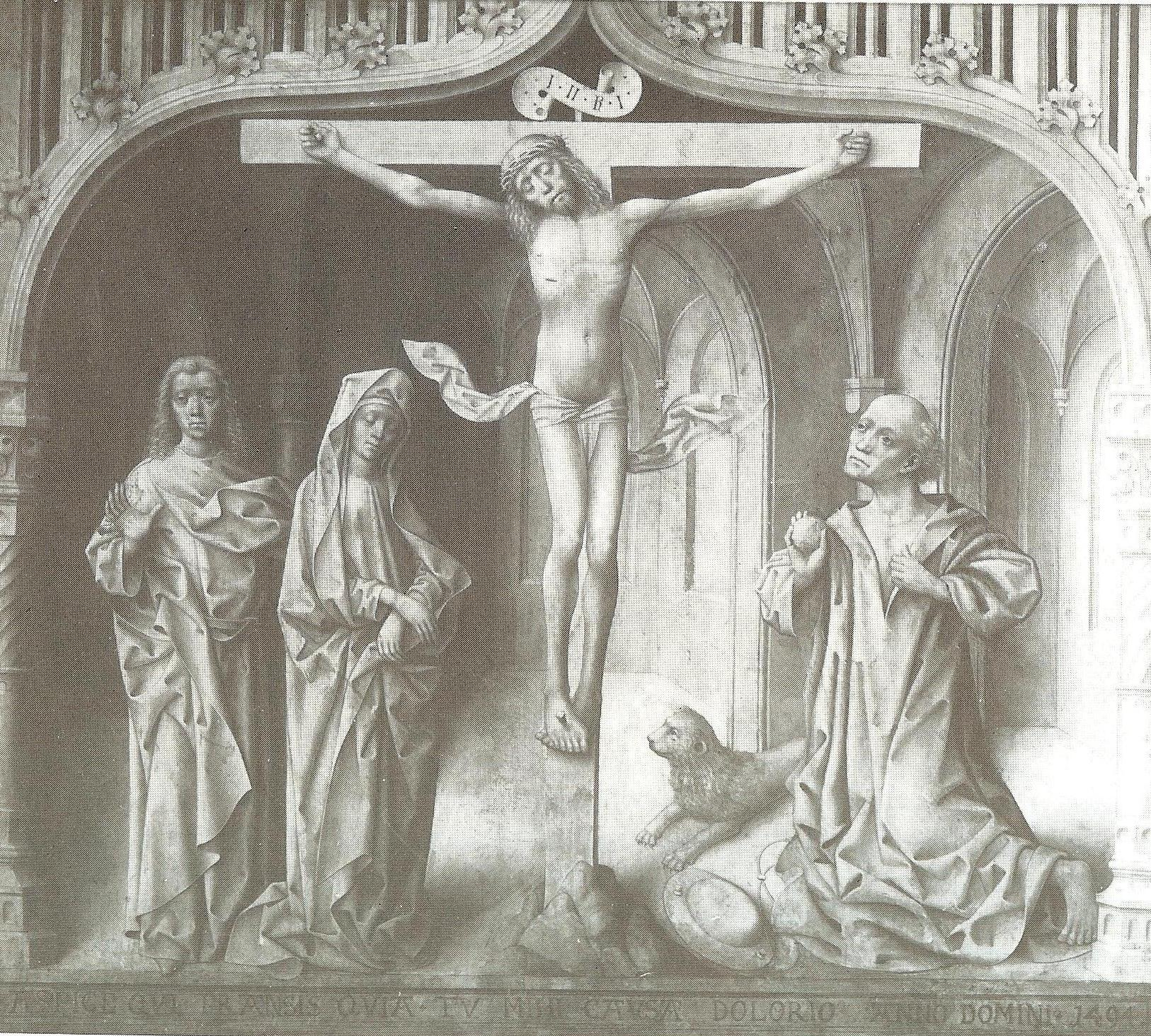
Außenansicht des Altars von Hermen Rode (1942 verbrannt)

Bereits am 17. Mai 1494 wurde eine zweite Vikarie an diesem Altar aus dem Nachlass des 1489 gestorbenen Goldschmiedes Dietrich Loff gestiftet, zu dessen Testamentsvollstreckern Adolf Greverade gehörte. Noch 1539 ist die Kapelle nach dem Heiligen Kreuz benannt, weil in ihr bis zur Einführung der Reformation 1531 an jedem Freitag eine Votivmesse zum Heiligen Kreuz zelebriert wurde; später kommt neben der weiteren ursprünglichen Bezeichnung als Greveraden-Kapelle der Name Orgelkapelle vor, da sich an ihrer Südseite der Aufgang zur großen Orgel befand. 1761 wurde der Altar abgebrochen, ein ihn umgebendes kunstvoll gearbeitetes Messing-Gitter zum Metallwert verkauft. Das Altarbild blieb zunächst erhalten, wurde jedoch mehrfach umgehängt; zuletzt hing das 1846 von Carl Julius Milde restaurierte Diptychon seit 1904 an der Nordwand der Marientidenkapelle (Beichtkapelle), wo es 1942 verbrannte. Das geschlossen 1,64 m hohe und 1,88 m breite Altarbild zeigte außenseitig in Grisaille unter einem niedrigen geschweiften Spitzbogen mit der Aussicht in drei radiante Seitenkapellen die Patrone der Greveraden-Kapelle und ihres Altars: in der Mitte Christus am Kreuz, zu seiner Rechten Maria und Johannes, auf der anderen Seite der Heilige Hieronymus, der kniend mit der steinbewehrten Rechten zum Schlage gegen die entblößte Brust ausholt, sowie die Jahreszahl 1494 und die lateinische Inschrift: Aspice qui transis quia ti mihi causa doloris (deutsch: Schau her, der du vorübergehst, da du ja der Grund meines Schmerzes [bist]). Die Innenseite des Flügels schilderte in einem bürgerlich ausgestatteten Zimmer den Tod der Maria. An der eben entschlafenen Gottesmutter, der ein Engel die Augen zudrückt, vollziehen die zwölf Apostel die kirchliche Einsegnung, während die verklärte Gestalt der Verstorbenen von vier Engeln zum Himmel emporgeführt wird. Durch eine rundbogige Fensteröffnung erblickt man die den Sarg zu Grabe tragenden Apostel. Die Mitteltafel zeigte eine figurenreiche Kreuzigungsdarstellung. Auch hier fand sich als Patron des Altars der Heilige Hieronymus, der sich vor dem Bilde des Gekreuzigten kasteite. Den Hintergrund füllte eine bergige Landschaft mit der Ansicht von Jerusalem, die sich an der 1486 erschienenen Beschreibung Jerusalems durch Bernhard von Breydenbach orientierte.

### Gregorsmesse

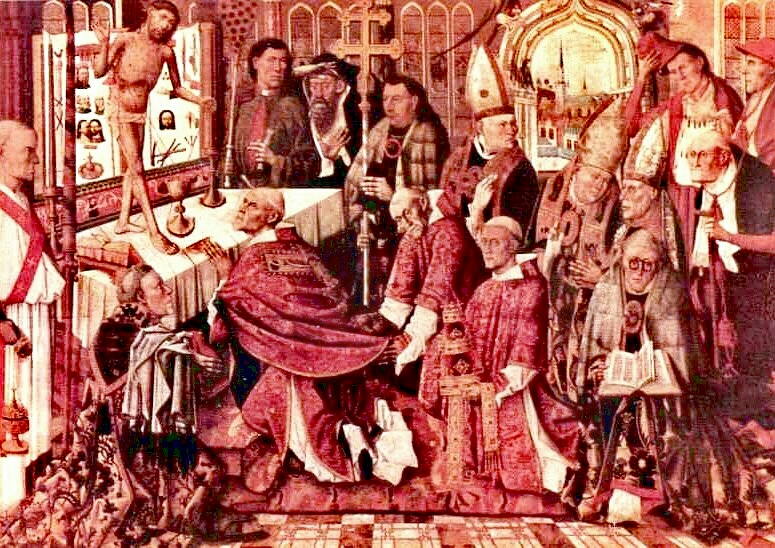
Gregorsmesse

Vermutlich als Epitaph für Adolf Greverade und als Teil seines Testaments entstand eins der bis zu seiner Zerstörung 1942 am meisten bewunderten und beschriebenen Kunstwerke der Marienkirche: die Gregorsmesse, benannt nach dem vor dem Altar kniend betenden Papst Gregor I., geschaffen von Bernt Notke.
Das Tafelbild mit der in Ölfarben auf Kreidegrund gemalten Gregorsmesse war 2,50 m hoch und 3,57 m breit. Das Bild wird zunächst in der Familienkapelle unter dem Nordturm gehangen haben. Bei seiner ersten schriftlichen Erwähnung 1666 sowie im folgenden Jahrhundert hing es an der Südwand der südlichen Kapelle des Chorumganges, später gelangte es (zurück) in die Greveraden- und von da in die Bergenfahrerkapelle zwischen den Türmen; seit seiner 1895 erfolgten Restaurierung durch Johannes Nöhring hing es wieder im Chorumgang, wo es 1942 verbrannte.

### Vikarie und Altar im Dom
Der Greveraden-Altar
Am 30. April 1504 bestätigte Bischof Dietrich II. Arndes Hinrich Greverade sowie den anderen Testamentsvollstreckern von Adolf Greverade die Stiftung einer Vikarie im Lübecker Dom. Mit einem Stiftungskapital von 600 Mark Lübsch ausgestattet, wurde sie in der nordseitigen Marienkapelle des Domes angesiedelt, der vierten Kapelle von Westen her. Dafür wurde aus dieser Kapelle eine der beiden dortigen älteren Vikarien verlegt. Die Vikarie erhielt den Titulus zum Heiligen Kreuz und den Heiligen Johannes der Täufer, Hieronymus, Blasius und Ägidius. Etwas später wird auch eine nova preciosa tabula, also ein neues schönes Altarbild erwähnt. Dabei handelt es sich um einen schon 1491 entstandenen Passionsaltar, ein Spätwerk des 1494 gestorbenen Hans Memling.
Das in seiner Grundform 2,05 m hohe und 1,50 m breite Doppel-Triptychon besteht aus insgesamt neun einzelnen Tafeln. Ist der Schrein vollständig geschlossen, so ist eine Verkündigung in Grisaille-Malerei zu sehen. Bei der ersten Wandlung zeigen sich auf den vier doppelt gegliederten inneren Flügeln die vier heiligen Patrone, von denen Blasius links und Ägidius rechts die Rückseite des ersten Flügelpaares, dagegen Johannes links und Hieronymus rechts die Außenseite des zweiten Flügelpaares einnehmen. Bei der zweiten Wandlung werden die Haupttafel mit einer vielfigurigen Kreuzigung sowie die Innenseiten des zweiten Flügelpaares sichtbar, mit links einer Kreuztragung, und rechts Grablegen und Auferstehung.

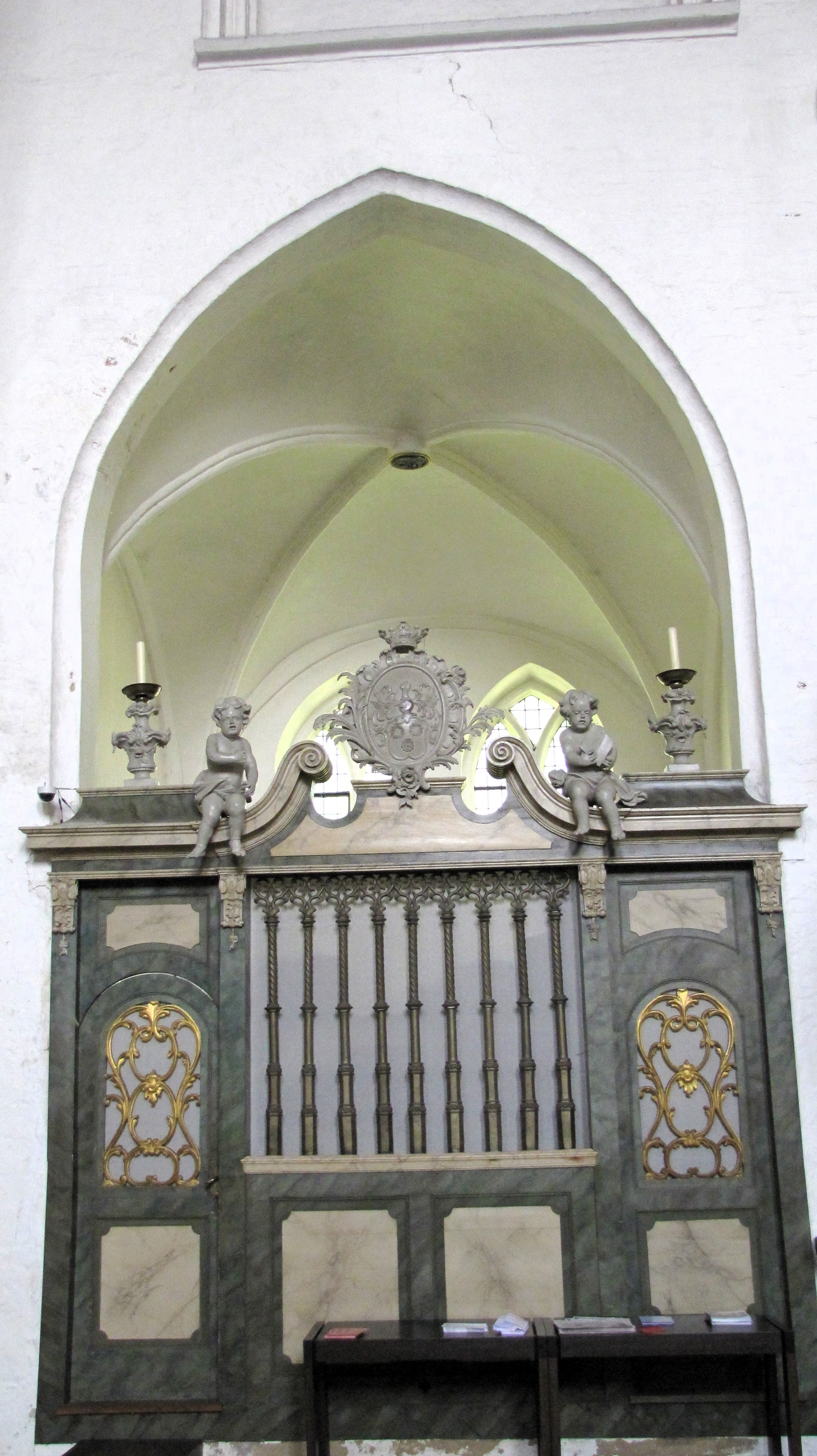
Greveradenkapelle im Dom, Schrankenwerk von 1769

Der Altar, der bald als Sehenswürdigkeit galt, schon 1825 auf Anregung Carl Friedrich von Rumohrs durch Carl Julius Milde und Erwin und Otto Speckter lithographisch und dann vielfach abgebildet wurde, blieb zunächst über Jahrhunderte an seinem Platz. Die Kapelle, die unter der Verwaltung der Greveraden- und Warneböken-Stiftung stand, erhielt 1769 ein neues Schrankenwerk unter Verwendung von Teilen des gotischen Messing-Gitters nach einem Plan des Ratsbaumeisters Johann Adam Soherr. Das übrige Messing wurde an den Ratsgießer Johann Hinrich Armowitz verkauft. Zwei Putten mit Kreuz und Bibel umrahmen das Wappen der Familie Greverade. 1883 wurden die Wände der Kapelle mit Glasplatten ausgelegt; im Jahr darauf erhielt sie eine neue Ausmalung.
Im 20. Jahrhundert stand der Altar mehrfach im öffentlichen Interesse: Nachdem es in den 1920er Jahren zu Angeboten gekommen war, den Altar zu kaufen, ließ die Stadt Lübeck 1930 durch ein Gutachten die Eigentumsverhältnisse der Kunstgegenstände in Lübeckischen Kirchen klären. Im Ergebnis wurde das Eigentum der Greveraden- und Warmböken-Stiftung, vertreten durch die Stiftungsverwaltung der Hansestadt Lübeck, festgehalten. 1939 wurde der Altar als Akt nationalsozialistischer Kultur-Außenpolitik zur Memling-Gesamtausstellung nach Brügge geschickt. Die Stadtverwaltung verwies in diesem Zusammenhang jedoch darauf, dass sie lediglich als Treuhänder für die Stiftung fungiere und eine dauernde Abgabe des Altars, wie von nationalsozialistischen Funktionären gewünscht, nicht in Betracht käme.
Nach seiner Rückkehr nach Lübeck blieb der Altar für die Dauer des Zweiten Weltkriegs in seiner Transportkiste, was ihn vor der Zerstörung rettete. 1948 brachte der damalige Bischof Johannes Pautke einen Verkauf des Altars aufs Neue ins Spiel, um damit die immensen Kosten für die Rettung der kriegszerstörten Lübecker Kirchen zu begleichen. Die Stadt als Stiftungsverwalterin überließ den Altar jedoch im gleichen Jahr der Sammlung des St.-Annen-Museums, wo er bis heute ausgestellt ist, während alle anderen Flügelaltäre aus dem Dom wieder dorthin zurückgekehrt sind.